# Thomas Armstrong (Dirigent)

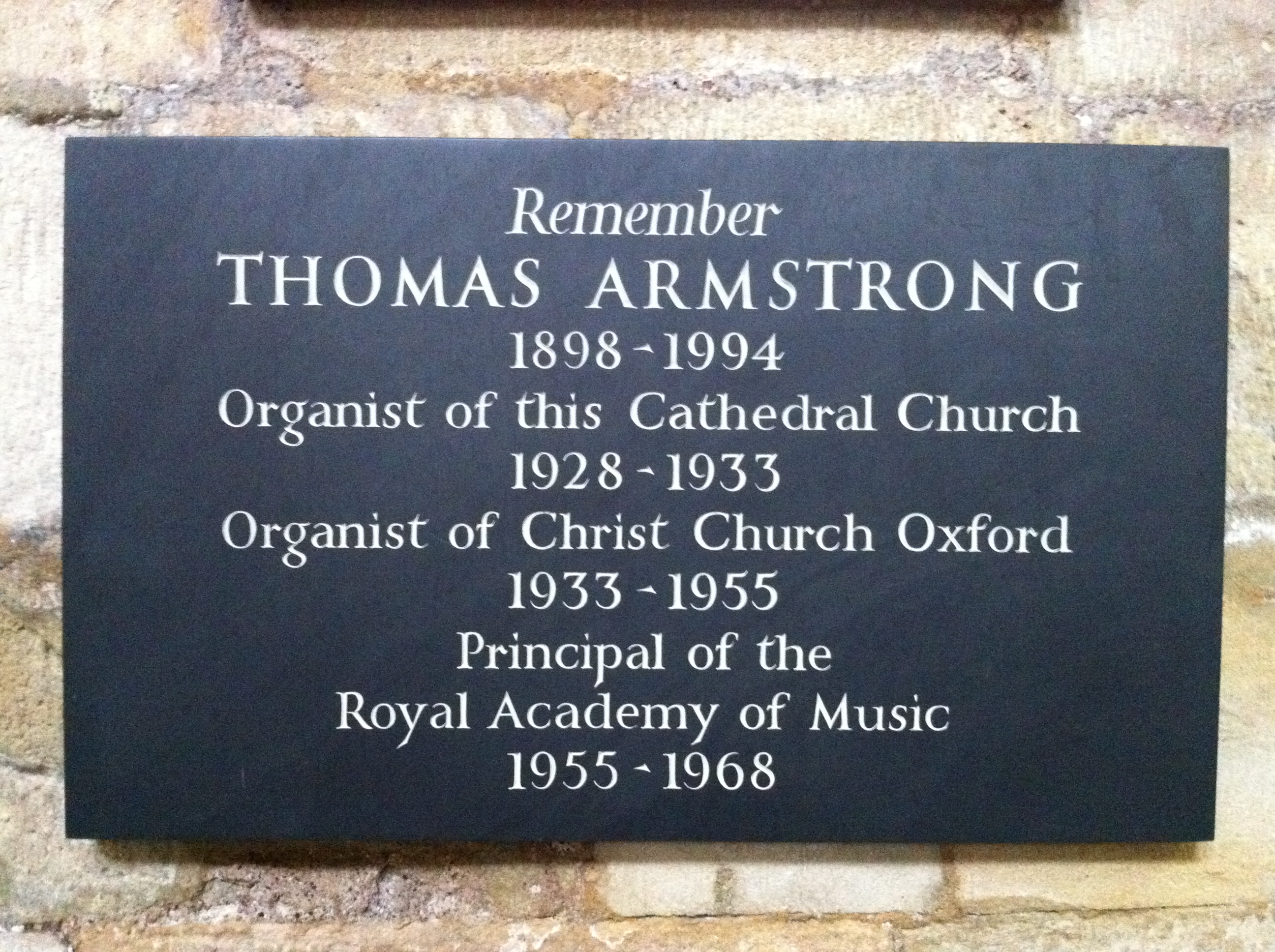
Gedenktafel für Thomas Armstrong an der Kathedrale von Exeter

Sir Thomas Henry Wait Armstrong (* 15. Juni 1898 in Peterborough; † 26. Juni 1994) war ein britischer Organist, Dirigent, Komponist und Musikpädagoge.

## Leben
Armstrong war von 1907 bis 1910 Sänger im Chor der Chapel Royal. Von 1911 bis 1915 besuchte er die King’s School in Peterborough. Er wurde von Haydn Keeton, dem Organisten der Kathedrale von Peterborough, unterrichtet und wurde dort 1915 Zweiter Organist. Er wurde dann Organ Scholar am Keble College der Universität Oxford. Während des Ersten Weltkriegs trat er 1916 in die British Army ein, diente bei der Royal Artillery an der Westfront in Frankreich und erreichte 1917 den Rang eines Second Lieutenant. Nach dem Krieg setzte er sein Studium in Oxford bei Hugh Allen und Henry Ley fort (Bachelor of Music 1922) und war 1922 kurze Zeit Assistenzorganist an der Kathedrale von Manchester. Im Folgejahr wurde er zum Organisten an der St Peter’s Church am Eaton Square in London berufen. Dort hatte er Gelegenheit zu weiteren Studien am Royal College of Music bei R. O. Morris, Gustav Holst und Ralph Vaughan Williams hatte. Zwischen 1922 und 1928 komponierte er – als Voraussetzung für eine Dissertation an der Oxford University – drei Werke: A Passer-by (1922), ein Fantasy Quintet (1925) und Friends Departed (1928).
1933 trat Armstrong die Organistenstelle an der Christ Church in Oxford an, die er bis 1955 innehatte. Zudem wurde er Dirigent des Oxford Bach Choir und der Oxford Orchestral Society. 1939 wurde er zum student, einem Äquivalent zum fellow, der Christ Church gewählt. Von 1937 bis 1954 unterrichtete er zudem Musik an der Universität Oxford. Von 1955 bis 1968 war er Leiter der Royal Academy of Music, danach bis 1969 Mitglied im Direktorium des Royal Opera House. Für seine Verdienste um die Musik wurde er 1958 als Knight Bachelor („Sir“) geadelt.
Aus seiner im April 1926 geschlossenen Ehe mit Hester Muriel Draper (1896–1982), hatte er zwei Kinder, Robert Armstrong, Baron Armstrong of Ilminster (1927–2020) und Helen Hilary Armstrong (* 1930).